# Renaissance culturelle tchèque
La Renaissance culturelle tchèque, dite aussi Renaissance linguistique tchèque, Renouveau culturel tchèque ou Renaissance nationale tchèque désigne un mouvement culturel né dans les pays tchèques au XVIIIe siècle. Le but du mouvement est de faire renaître la langue, la culture et l'identité tchèques, marginalisées ou germanisées depuis la répression du mouvement hussite par les Habsbourg, commencée au XVe siècle. Les personnalités les plus marquantes du mouvement sont Josef Dobrovský et Josef Jungmann. À la fin du XIXe siècle et au début du XXe siècle, les renaissances culturelles tchèque et slovaque se trouvent aux origines de la Tchécoslovaquie.

## Sémantique
En tchèque, on utilise České národní obrození ou České národní vzkříšení et la sémantique est ici importante selon le discours, car l'adjectif národní possède un double-sens :
- un sens sociologique et culturel traduit par « populaire » et allant avec le substantif obrození (préfixe od : « point de départ », et rození : « naissance ») : en français, on utilise dans ce sens « Renaissance culturelle tchèque » ou « Renouveau culturel tchèque » ;
- un sens nationaliste traduit par « nationale », allant avec le substantif à connotation religieuse vzkříšení signifiant « résurrection » ; en français, on utilise dans ce sens « Renaissance nationale tchèque » en référence protochroniste à la Grande Moravie vue comme un état national tchèque au sens moderne du terme, ou « Renouveau national tchèque » en référence aux origines de la Tchécoslovaquie.

Ces termes s'utilisent pour parler de la renaissance linguistique de la langue tchèque, car pour la Renaissance historique on utilise Renesance, mot tchèque issu du français.

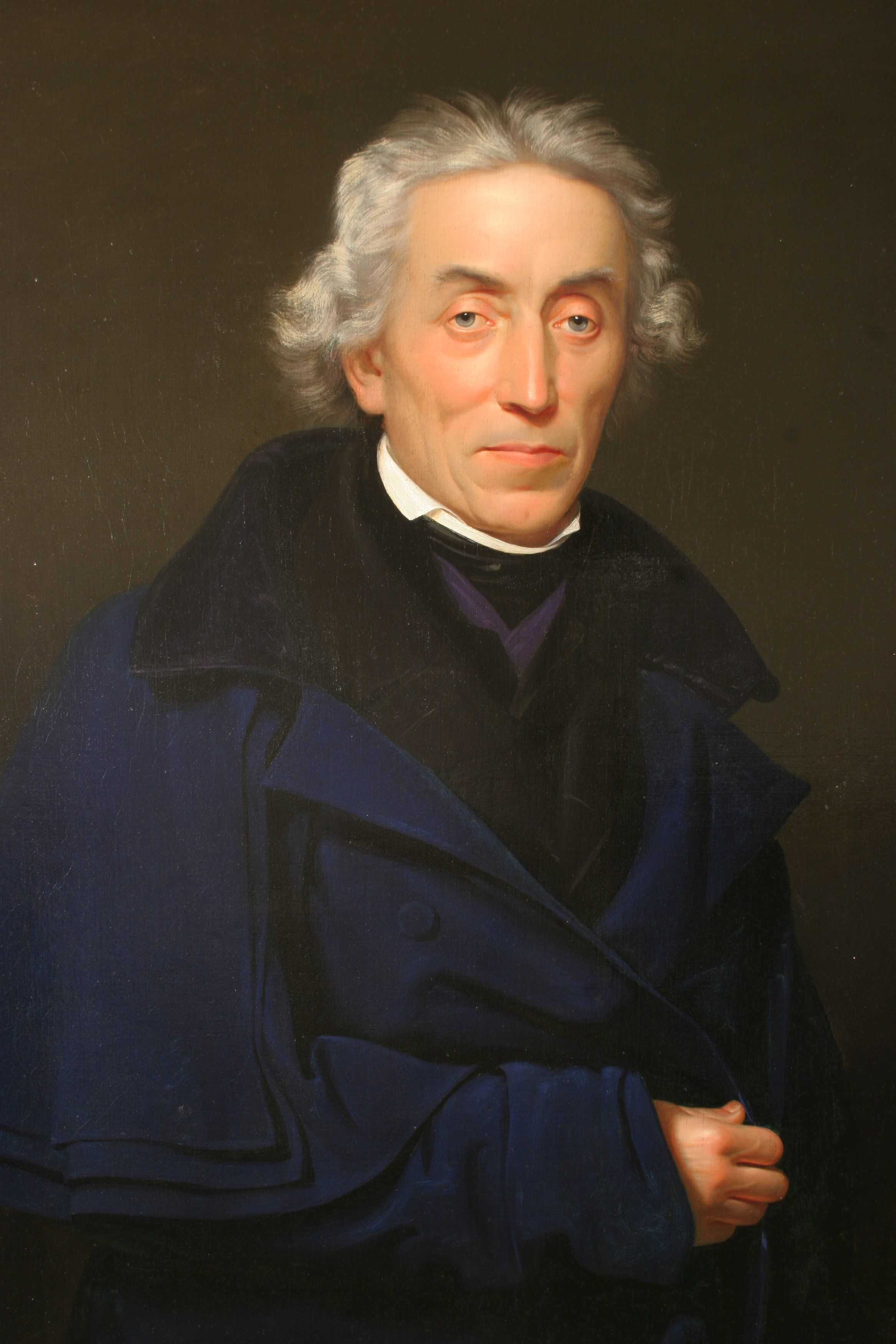
Le philologue Josef Dobrovský, un précurseur de la renaissance tchèque.

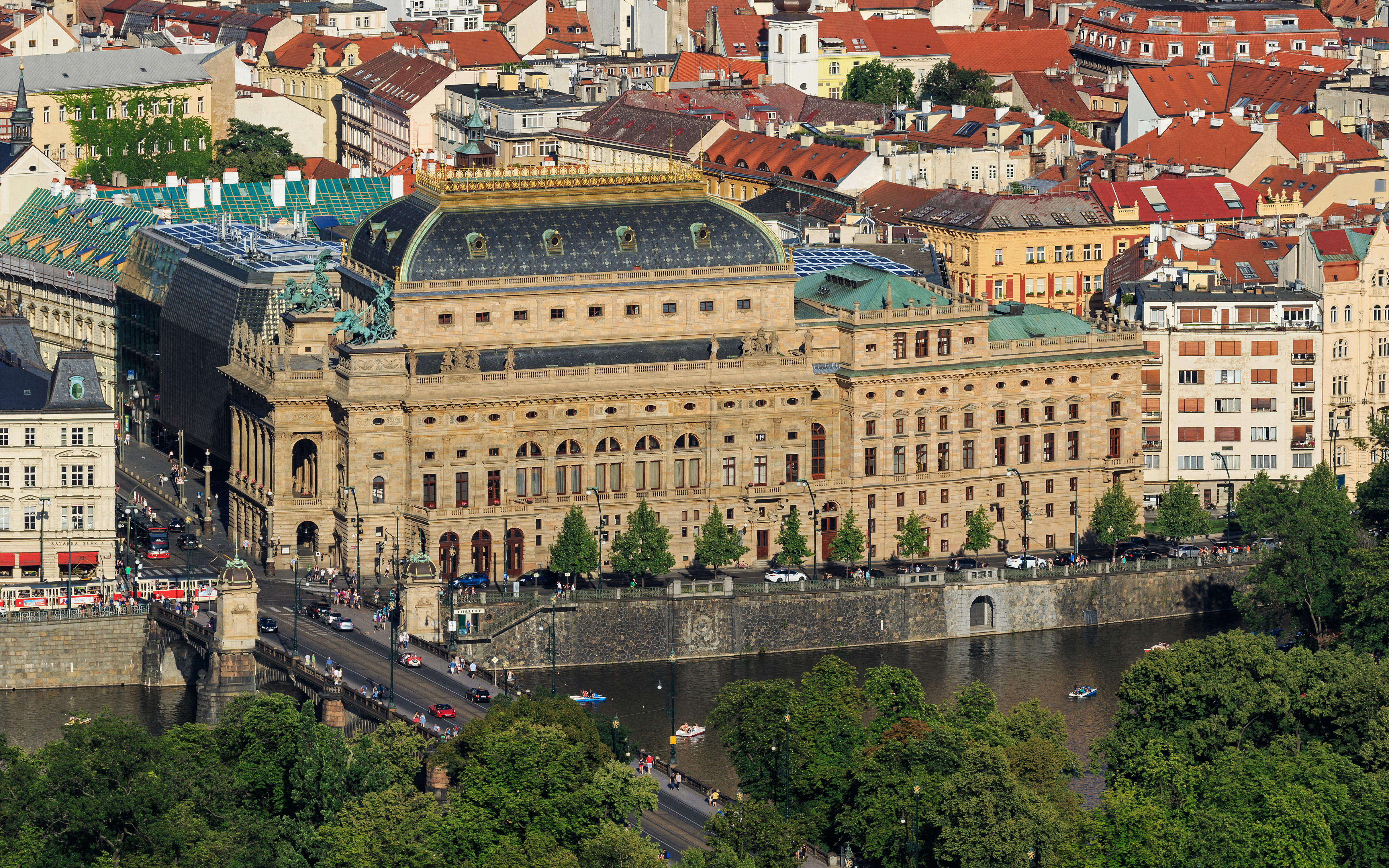
Le Národní divadlo (théâtre populaire ou national) de Prague, un symbole de la Renaissance tchèque.

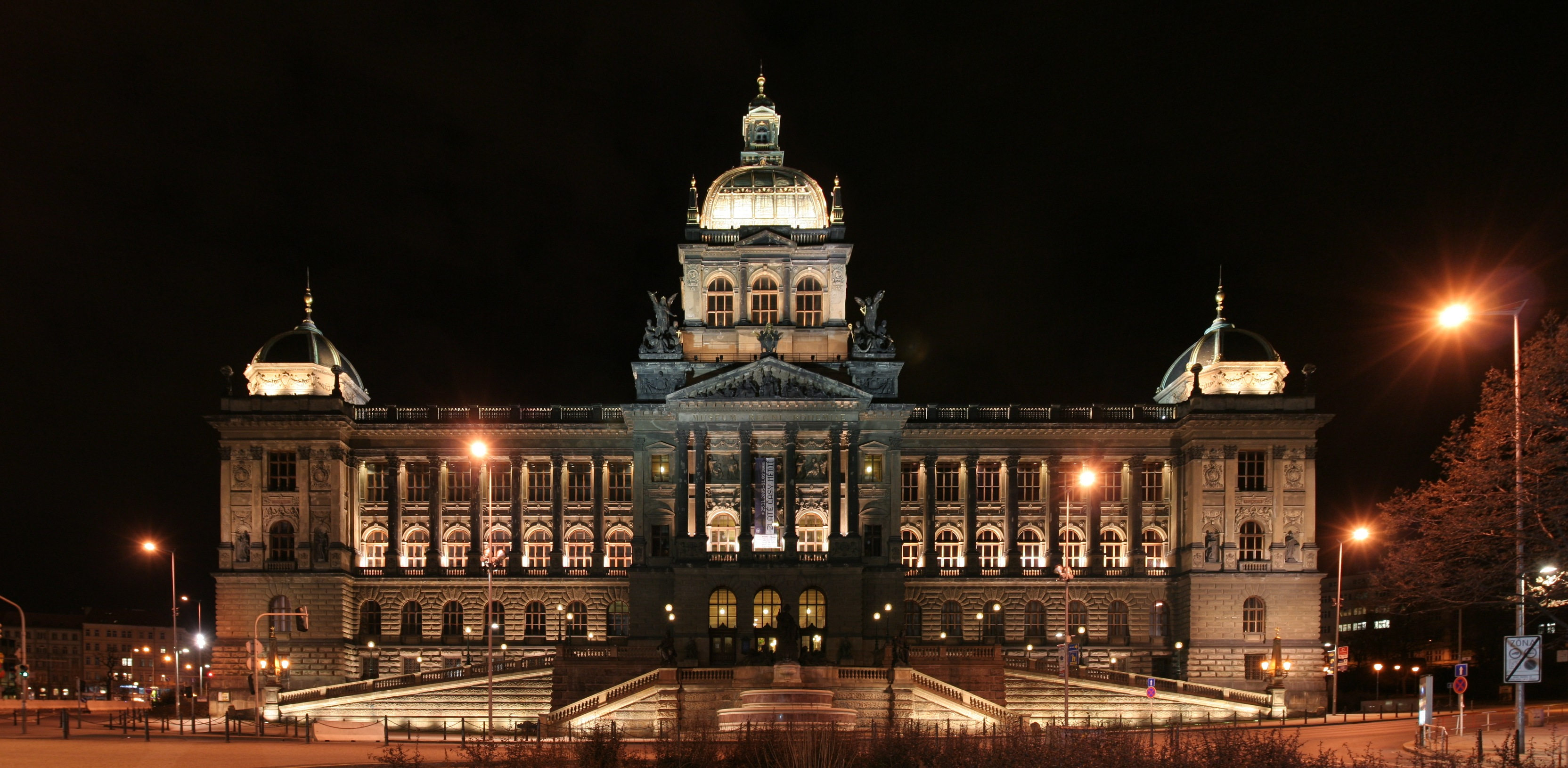
Le Národní muzeum, autre symbole.

## Contexte
La politique de germanisation des Habsbourg dans les pays tchèques fait disparaître la noblesse tchèque, désormais intégrée dans la noblesse autrichienne ; le tchèque, devenu une « langue de paysans analphabètes », est éliminé de l'administration, de la littérature, des écoles, de l'université de Prague, et les classes supérieures passent à l'allemand. Après la bataille de la Montagne-Blanche en 1620, les livres écrits en tchèque sont brûlés et toute publication en tchèque est considérée comme hérétique par les Jésuites. C'est pourquoi le mouvement de Renaissance culturelle et linguistique puise son inspiration parmi les Tchèques ordinaires de la campagne, tout en étant mené par les rares lettrés tchèques subsistants : instituteurs, écrivains publics, traducteurs, théologiens, prêtres, notaires…

## Événements marquants
Josef Dobrovský publie sa Grammaire tchèque en 1809. Josef Jungmann publie son Dictionnaire tchéco-allemand en cinq volumes entre 1834 et 1839.
Ces œuvres lexicographiques exercent une influence importante sur l'évolution de la langue tchèque. Jungmann combine le vocabulaire de la période de la Bible de Kralice (1579-1613) avec la langue utilisée par ses contemporains. Il emprunte à d'autres langues slaves des mots qui n'existent pas (ou plus) en tchèque et crée ainsi un certain nombre de néologismes. Jungmann inspire également le développement d'un langage scientifique tchèque, ce qui rend possible le développement d'une recherche et d'un enseignement tchèques originaux.
Épisode moins glorieux, mais révélateur de ce retour aux sources de la langue, la question des manuscrits de Dvůr Kralové et Zelená Hora, en 1817, alimente un débat intellectuel durant tout le XIXe siècle : s'agit-il des plus anciens manuscrits connus en langue tchèque, ou de faux brillants ? Quoi qu'il en soit, la polémique s'éteint à la fin du XIXe siècle lorsque triomphe la Renaissance nationale tchèque et lorsque la bourgeoisie tchèque accède aux postes clés de l'administration du pays.
L'année 1862 voit, sous l'impulsion de Miroslav Tyrš, la naissance de l'association gymnique tchèque Sokol.
Avec la renaissance de la langue, la culture tchèque refleurit. Des institutions tchèques sont établies pour célébrer l'histoire et la culture tchèques. Le Théâtre national ouvre ses portes en 1883, et le Musée national en 1890.
La lutte culturelle ne saurait éviter le terrain éducatif. Un professorat tchèque est progressivement mis en place au sein de l'Université Charles de Prague : en 1863, sur les 187 cours donnés, 22 le sont en tchèque, le reste l'étant en allemand. En 1882, suivant la pression de la bourgeoisie tchèque montante et du renforcement du sentiment national, l'université (alors appelée Carolo-Ferdinandea en latin) est divisée en deux entités, l'une tchèque, l'autre allemande, totalement indépendantes l'une de l'autre. En 1909, le nombre des étudiants de la Karlo-Ferdinandova univerzita atteint 4 300 alors que ceux de la Karl-Ferdinand Universität est de 1 800.

## Conséquences
En conséquence de ces efforts culturels et identitaires, initialement dans le cadre de l'austroslavisme, le tchèque retrouva un usage co-officiel dans les pays tchèques, et la majorité des Tchèques y compris citadins se mit à l'utiliser ; des germanophones et des locuteurs du yiddish l'apprirent aussi, alors qu'avant la Renaissance tchèque, cette langue slave risquait de disparaître au profit de l'allemand. Ce fut l'un des vecteurs du combat des Tchèques pour l'indépendance, acquise en 1918. La langue tchèque est aujourd'hui officielle en République tchèque et dans l'Union européenne.